# 森水無八幡神社
森水無八幡神社（もりみなしはちまんじんじゃ）は、岐阜県下呂市にある八幡神社である。

## 概要
「森八幡神社」とも言う。
毎年2月に行われる田の神祭は、「田遊び」がその元となっているとされる豊作予祝祭であり、重要無形民俗文化財に指定されている。

## 祭神
八幡神社であるが、元々は須佐之男命・猿田彦命が祭神であったと推測される。
- 須佐之男命
- 猿田彦
- 応神天皇
- 御食津神
- 倉稲魂命
- 事解男命
- 早玉男命
- 大山祇神
- 火産霊神
- 大己貴命
- 埴山姫命
- 興津彦命

## 歴史
創祀時期は不明。一説では下呂郷湯之島村に鎮座していた猿田彦命を祀る神社が現在地に遷座し、「松森神社」と改称。後の戦国時代、三木良頼により八幡神が合祀され、「八幡神社」と改称したという。江戸時代には下呂郷6か村の総社であったが、明治時代初期、益田郡森村の村社となり、明治42年（1909年）、近隣の11の神社が合祀された。

## 神事
- 田の神祭（花笠まつり）

## 文化財

### 重要文化財
- 木造神像10躯[1] - 平安から鎌倉時代の作品。昭和15年（1940年）10月21日、国宝保存法に基づく国宝（旧国宝、現行法の重要文化財）に指定された。

### 下呂市指定文化財
- 棟札（平成10年4月20日指定） - 歴史資料[2]
- 社叢（平成10年4月20日指定） - 天然記念物[2]
- 石棒 - 考古資料[2]

## 交通機関
- JR高山本線 下呂駅より徒歩で約10分。